# Universidade de Auburn
A Universidade de Auburn é uma universidade pública localizada na cidade de Auburn, no estado norte-americano do Alabama.